# Aglaja (planetka)
(47) Aglaja je planetka nacházející se v hlavním pásu asteroidů. Její průměr činí asi 127 km. Byla objevena 15. září 1857 německým astronomem R. Lutherem.